# 쿠웨이트 공화국
걸프 전쟁의 쿠웨이트 침공 이후 수립된 쿠웨이트 공화국은 사담 후세인 통치 하의 이라크가 세운 괴뢰 정권이자 자치적 민주 국가였다. 침공 당시 이라크 혁명 의회는 쿠웨이트 내부의 혁명 세력이 쿠데타를 일으키기를 원했다. 자유 쿠웨이트 임시 정부가 8월 4일 이라크 정부의 승인 하에 수립되었고, 9명의 군부가 공화 정부의 수장이 되었다. 알라 후세인 알리는 쿠웨이트 공화국의 총리로 즉위했다.

## 같이 보기
- 쿠웨이트의 역사